# Planetarne meje
Planetarne meje so nabor vrednosti okoljskih spremenljivk, ki naj bi po oceni še omogočale dolgoročno stabilnost okolja na Zemlji. Preseganje teh meja predstavlja močno povečano tveganje za nenadne katastrofalne spremembe, ki bi lahko ogrozile človeštvo.
Leta 2009 ga je predlagala skupina zemeljsko-sistemskih in okoljskih znanstvenikov, ki sta jo vodila Johan Rockström s Centra za odpornost Univerze v Stockholmu in Will Steffen z Avstralske narodne univerze. Skupina je želela opredeliti »varen operativni prostor za človeštvo« za mednarodno skupnost, vključno z vladami na vseh ravneh, mednarodnimi organizacijami, civilno družbo, znanstveno skupnostjo in zasebnim sektorjem, kot pogoj za trajnostni razvoj. Temelji na spoznanjih, da so vzpon človeštva omogočile razmeroma stabilne podnebne in ekološke razmere v holocenu ter da je človekovo delovanje od industrijske revolucije postalo glavno gonilo globalnih sprememb okolja. Koncept je kmalu po uvedbi postal vplivno vodilo mednarodne okoljske politike na najvišji ravni in se nanj v svojih analizah sklicujejo organizacije, kot so Visoki panel Združenih narodov za trajnostni razvoj, Evropska agencija za okolje in Svetovni sklad za naravo.
Po analizi za leto 2009 so bile meje v treh kategorijah – zmanjševanje biotske raznovrstnosti in motnje dušikovega cikla in podnebne spremembe – že presežene, motnje fosforjevega cikla pa tik pod mejo. Leta 2015 je izšla posodobljena ocena s spremembami nekaterih kategorij in novimi ocenami vrednosti. Po njej so bile že presežene meje podnebnih sprememb, integritete biosfere, biogeokemičnih tokov in sprememb v rabi tal, od tega podnebne spremembe in spremembe v rabi tal še v mejah negotovosti.
| Kategorija (sistemski proces)      | Merilo | Predlagane meje                                      | Stanje                                               | Predindustrijsko stanje                              |
| ---------------------------------- | --- | ---------------------------------------------------- | ---------------------------------------------------- | ---------------------------------------------------- |
| Podnebne spremembe                 | Koncentracija CO2 v ozračju (ppm)                                                                           | 350                                                  | 398,5                                                | 280                                                  |
| Podnebne spremembe                 | Neravnovesje sevalnega prispevka (W/m²)                                                                     | 1,0                                                  | 2,3                                                  | 0                                                    |
| Spremembe integritete biosfere     | Stopnja izumiranja (število vrst na milijon na leto)                                                        | 10                                                   | 10-100                                               | 0,1-1                                                |
| Spremembe integritete biosfere     | Indeks nedotaknjenosti biotske raznovrstnosti                                                               | 90 %                                                 | še ni določeno                                       | še ni določeno                                       |
| Biogeokemijski tokovi              | Količina dušika, načrtno odstranjenega iz ozračja (milijon ton na leto)                                     | 62                                                   | 150                                                  | 0                                                    |
| Biogeokemijski tokovi              | Količina fosforja, ki se steka v oceane (milijon ton na leto)                                               | 11                                                   | 22                                                   | -1                                                   |
| Izguba stratosferskega ozona       | Koncentracija ozona (Dobsonova enota)                                                                       | 275                                                  | slabše samo nad Antarktiko                           | 290                                                  |
| Zakisovanje oceanov                | Povprečna globalna zasičenost površinske morske vode z aragonitom                                           | 2,75                                                 | 2,90                                                 | 3,44                                                 |
| Globalna poraba sladke vode        | Človeška poraba sladke vode (km³ na leto)                                                                   | 4000                                                 | 2600                                                 | 415                                                  |
| Sprememba rabe tal                 | Pokritost z gozdom (delež največje teoretične gozdnatosti kopnega v holocenu, milijoni km2)                 | 47,9 (75 %)                                          | 39,7 (62 %)                                          | 64                                                   |
| Obremenjenost z aerosoli v ozračju | Optična globina aerosolov (AOD)                                                                             | še ni določeno ali določeno samo na regionalni ravni | še ni določeno ali določeno samo na regionalni ravni | še ni določeno ali določeno samo na regionalni ravni |
| Vnos novih entitet                 | Različna predlagana merila, denimo vnos umetnih kemičnih spojin in prisotnost tujerodnih vrst v ekosistemu. | še ni določeno ali določeno samo na regionalni ravni | še ni določeno ali določeno samo na regionalni ravni | še ni določeno ali določeno samo na regionalni ravni |